# 新株予約権
新株予約権（しんかぶよやくけん）とは、株式会社に対して行使することにより当該株式会社の株式の交付を受けることができる権利（会社法第2条21号）。
日本法の「新株予約権」の概念は2000年代に入り商法改正によって導入されたもので、従来の転換社債の転換請求権、ワラント債の新株引受権、ストックオプションをあわせて「新株予約権」として再構成したものである。なお、転換社債と非分離型ワラント債は「新株予約権付社債」として一本化されたが、分離型ワラント債については社債と新株予約権の同時発行として構成されたため新株予約権付社債の概念からは除外された。
会社法について以下では、条数のみ記載する。

## 新株予約権の用途
新株予約権制度には主に次のような用途がある。
1. 取締役等の職務執行に対する対価（インセンティブ報酬）[2]
2. 転換社債型新株予約権付社債[2]
3. 敵対的企業買収への対抗策（ポイズンピル）[2]

3についてはM&Aも参照。

## 新株予約権の沿革
新株予約権の沿革は1938年（昭和13年）の商法改正で導入された転換社債（のちの転換社債型新株予約権付社債）の転換権に始まる。
1981年（昭和56年）には権利を行使しても社債権は消滅しない新株引受権附社債（新株引受権付社債）が追加された。これはいわゆるワラント債であり、社債と分離して流通させることができない非分離型と社債と分離して流通させることができる分離型があった。
1997年（平成9年）には議員立法によりストックオプションとして取締役や使用人にインセンティブ報酬の権利（新株引受権）を付与することを認める制度が導入された。ストックオプションとしての権利付与には、権利行使時に会社が保有している自己株式を交付する方式（自己株式方式）と新株を交付する方式（株式引受権方式）があった。
このように従来の新株引受権は転換社債や新株引受権付社債として社債とともに発行される場合と取締役・使用人に対するインセンティブ報酬として付与される場合が想定されていたが、2001年（平成13年）の商法改正でこのような従来の制限をなくした「新株予約権」の制度が導入された（2002年4月から施行）。これにより従来の転換社債の転換請求権、ワラント債の新株引受権、ストックオプションはまとめて「新株予約権」として再構成されることとなった。
- 新株予約権は新株発行とは関係なく一定の条件で株式を取得できる権利とされた[6]。
従来の「新株引受権」の語は、「新株発行の際に優先的に新株を引き受ける権利」と「会社に対して行使することにより有償で新株又は自己株式の交付を受けられる権利」の、両方の意味を持っていた。そのため、平成13年商法改正時に、この概念を分離し、前者を新株引受権、後者を新株予約権と定義した。
- 新株予約権は社債と組み合わせることなく単独で発行することができることとされた[7]。
従来の転換社債と非分離型ワラント債は「新株予約権付社債」として一本化された[1]。また、分離型ワラント債については社債と新株予約権の同時発行として構成し新株予約権付社債の概念からは除外された[1]。
- 新株予約権方式のストックオプション
平成9年当初のストックオプション制度は、自己株式方式と株式引受権方式とがあったが、新株引受権が定款規定が必要であったり、導入に付き、株主総会で正当な理由があることを述べなければならなかったりと、導入の障害になる規定が多かった。そこで、平成13年商法改正で、新株予約権に組み込み（新株予約権方式）、ストックオプションとは、株主以外の者への新株予約権の無償での有利発行である、と整理して、自己株式方式と株式引受権方式によるストックオプションの規定を削除した。
- 2005年（平成17年）に成立した会社法では第2編第3章に新株予約権の規定が整備された。
新株予約権は、権利者が予約権を行使することにより株主となる権利と整理され、交付される株式が予約権行使者が払い込んだ金銭等や準備金・剰余金等の資本金への組入を伴う新株発行によるものか、会社が保有する自己株式からかの区分がなくなり、「新株引受権」は法文上から消滅した。

## 新株予約権の消長及び性質

### 新株予約権が発生する時
1. 募集新株予約権の発行時。
2. 取得対価が当該会社の新株予約権である時の取得請求権又は取得条項付（種類）株式ないしは全部取得条項付種類株式の取得時。
3. 対価が新株予約権とされている吸収型再編。

### 新株予約権が消滅する時
1. 新株予約権を行使した場合。
2. 自己新株予約権を消却した場合。（276条）
3. （行使期間の満了等により）新株予約権を行使する事ができなくなった場合。（246条　287条）

### 新株予約権の性質
1. 株式や社債とは、別個独立に発行可能。
2. 募集新株予約権の割当てを受けた者は、割当日に新株予約権者になる（募集株式の発行の場合は、払込期日に株主の地位を得る）。
3. 募集新株予約権の割当てを受けたにもかかわらず、払込期日までに払込みをしなかった者は、失権する。
4. 株式と同じく、譲渡制限を附す事が出来る（ただし、株式の場合とは違い、定款に定める必要はなく、発行決議時にそう定めていればよい）。
5. 株式と同様に、取得条項を附す事が出来る（ただし、取得請求権を附す事が出来るとする規定は、存在しない）。
6. 新株予約権の行使より得られる株式の総数は、発行可能株式総数から発行済株式総数を控除した数を超えてはならない（ただし、行使期間の初日を迎えていない新株予約権には、この規定は適用されない）。

- 新株予約権の内容一般につき、236条を参照。
- 共有に属する新株予約権の権利行使の方法につき、237条を参照。

## 新株予約権の発行

### 新株予約権の募集
募集新株予約権の発行は、原則的に、募集株式の発行に関する条文を準用している。以下の4段階の手続を踏む。
1. 発行決議　：　発行の承認及び募集事項の決定を行なう。その後、決定事項を株主など申し込みをしようとする者に通知する。
2. 申込み　　：　株主又はそれ以外の者から申込みをうける。または、総数引受契約の締結をする。
3. 割当て　　：　新株予約権を申込んだ者は割当の時に新株予約権者になる。（ただし、権利行使の時又は払込期日までに払い込まない場合、失権する。）
4. 払い込み　：　当該新株予約権の交付と引換えに金銭出資又は現物出資をする。（ただし、払込みは、原則として新株予約権の行使の前日までに払い込めばよく、払込期日等を定めた時だけ、その期日ないしは期間内に払わなければならない。）

- 募集事項（238条1項各号）。
  1. 今回発行する新株予約権の内容（236条）と数
  2. 払込金額　（当該新株予約権一個と引換えに払込むべき金銭の額を言う。金銭の払込みが不要ならその旨を記す。）
  3. 払込期日　（ただし、定めた時のみ。)
  4. 割当日
  5. 募集社債に関する事項　（当該予約権が新株予約権付社債に付されたものである場合のみ。）
  6. 新株予約権買取請求の方法の別段の定め（上記5の場合で左記の様な別段の定めをした時のみ。）

- 株主総会の決議（309条2項6号）
特別決議が必要である。
- 募集事項の決定の委任（239条1項）
株主総会において、その決議によって、募集事項の決定を取締役又は、取締役会に委任することができる。
- 募集事項の決定機関につき、238条2項、240条（公開会社の場合）。
- 既存株主の新株予約権につき、241条。

### 新株予約権の割当て
- 申込みについて、242条。
- 割当てについて、243条。
- それらの特則について、244条。
- 新株予約権者となる日について、245条。
- 募集新株予約権に係る払込みについて、246条。

### 差止請求権
- 既存株主につき、差止め請求権が認められている（247条）。
発行が法令又は定款に違反する場合において、株主が不利益を受けるおそれがあるときは、株主は、株式会社に対し、募集新株予約権の発行をやめることを請求することができる（1項）。

### 無効の訴え
- 会社の組織に関する行為の無効の訴え(828条)

## 新株予約権原簿
- 249条から253条。

## 新株予約権の譲渡等
- 譲渡につき254条から266条。
- 質入につき267条から272条。

## 自己新株予約権の取得等
- 自己新株予約権の取得につき、273条から275条。
- 新株予約権の消却につき、276条。

## 新株予約権の無償割当て
- 無償割当てにつき、277条から279条。

## 新株予約権の行使
280条から287条。
- 新株予約権の行使（280条）
- 株主となる時期（282条）
- 新株予約権者がその有する新株予約権を行使することができなくなったときは、当該新株予約権は、消滅する。（287条）

## 新株予約権証券
定められた行使期間内であれば、発行会社の株式を一定の行使価格で取得できる権利を持つ有価証券のこと。
- 288条（新株予約権証券の発行）から294条（無記名式の新株予約権証券等が提出されない場合）。

## 新株予約権の評価
資金調達における新株予約権を発行する企業は、発行における公正価値の根拠に対して、既存株主に対して説明責任を負うこと、また、訴訟リスクを回避するために、第三者機関に委託し、評価を行うのが一般的である。また、ストックオプションとしての新株予約権においても、会社法施行後、上場企業において費用計上が義務付けられたため、新株予約権の評価が必要となった。
また、プルータス・コンサルティングは新株予約権の評価手法において、市場の流動性や株式売却が市場へ与える影響度を考慮したモデルを初めて構築し、以後、評価手法のスタンダードとなった。